# Macroglenes microcerus
Macroglenes microcerus är en stekelart som beskrevs av Alexander Henry Haliday 1844. Macroglenes microcerus ingår i släktet Macroglenes och familjen puppglanssteklar. Arten är reproducerande i Sverige. Inga underarter finns listade i Catalogue of Life.